# Аппер-Арлінгтон (Огайо)
Аппер-Арлінгтон (англ. Upper Arlington) — місто (англ. city) в США, в окрузі Франклін штату Огайо. Населення — 36 800 осіб (2020).

## Географія
Аппер-Арлінгтон розташований за координатами 40°1′39″ пн. ш. 83°4′15″ зх. д. / 40.02750° пн. ш. 83.07083° зх. д. (40.027587, -83.070722).  За даними Бюро перепису населення США в 2010 році місто мало площу 25,56 км², з яких 25,48 км² — суходіл та 0,08 км² — водойми.

## Демографія
Згідно з переписом 2010 року, у місті мешкала 33 771 особа в 13 754 домогосподарствах у складі 9473 родин. Густота населення становила 1321 особа/км².  Було 14544 помешкання (569/км²).
Расовий склад населення:
| - 92,1 % — білих - 4,9 % — азіатів - 0,8 % — чорних або афроамериканців - 0,1 % — корінних американців |

До двох чи більше рас належало 1,6 %. Частка іспаномовних становила 1,6 % від усіх жителів.
За віковим діапазоном населення розподілялося таким чином: 25,1 % — особи молодші 18 років, 58,2 % — особи у віці 18—64 років, 16,7 % — особи у віці 65 років та старші. Медіана віку мешканця становила 42,8 року. На 100 осіб жіночої статі у місті припадало 91,7 чоловіків;  на 100 жінок у віці від 18 років та старших — 87,7 чоловіків також старших 18 років.
Середній дохід на одне домашнє господарство  становив 138 955 доларів США (медіана — 98 618), а середній дохід на одну сім'ю — 169 170 доларів (медіана — 123 458). Медіана доходів становила 90 871 долар для чоловіків та 63 026 доларів для жінок. За межею бідності перебувало 5,4 % осіб, у тому числі 7,4 % дітей у віці до 18 років та 2,8 % осіб у віці 65 років та старших.
Цивільне працевлаштоване населення становило 16 922 особи. Основні галузі зайнятості: освіта, охорона здоров'я та соціальна допомога — 33,3 %, науковці, спеціалісти, менеджери — 17,9 %, фінанси, страхування та нерухомість — 10,2 %, роздрібна торгівля — 8,1 %.